# Funny
Funny byla hardrocková kapela založená v roce 1991 Fanym Michalíkem (z Citronu), Jaroslavem Bartoněm (ex-Citron, z Kreysonu), Václavem Vlasákem a Jindřichem Kvitou (oba z Citron) a Danielem Hafsteinem (ex-Motorband, z Kreysonu).

## Současnost
První comebackový koncert se uskutečnil 18. 5. 2007 na počest 10. výročí úmrtí Jindry Kvity v Ostravském Tatranu.

### Současná sestava
- Fany Michalík – zpěv a kytara
- Jaroslav Bartoň - kytara
- Pavel Pulkert – bicí
- Mára Sváček – basa

## Diskografie
- 1992 – Funny (Michalík, Bartoň, Vlasák, Kvita, Hafstein)
- 1995 – Čas zapomnění (Michalík, Bartoň, Hafstein, Adam) – jako sólová deska Fanyho Michalíka

## Fany Michalík
Vlastním jménem František Michalík, byl zpěvák skupiny Citron v letech 1990 a 1991. S Citronem nahrál desku Vypusťte psy!, poté spolu s Vlasákem a Kvitou z Citronu odešel a společně založili kapelu Funny, kam se připojil Hafstein a Bartoň. Od roku 1995 vystupoval jako sólový zpěvák, byl hostem několika rockových kapel a nahrál např. duet s Helenou Vondráčkovou. V roce 2007 znovu oživil kapelu Funny. V roce 2012 hostuje u kapely Citron v době nemoci Standy Hranického, který 7. dubna 2013 zemřel a kapela se rozhodla ponechat si Fanyho jako zpěváka i nadále. V roce 2015 Fany odešel spolu s dalšími členy z Citronu. Zůstal jen Radim Pařízek a založili kapelu Limetall. V roce 2024 odešel z Limetallu a obnovil starou skupinu Funny, tentokrát pod svou přezdívkou Fany.